# Все оттенки тьмы
Все оттенки тьмы (итал. Tutti i colori del buio) — фильм 1972 года в жанре джалло режиссёра Серджо Мартино. Главные роли исполнили Эдвиж Фенек, Джордж Хилтон и Джордж Риго.

## Сюжет
Джейн живёт в Лондоне со своим парнем Ричардом. Когда ей было пять лет, её мать была убита, а сама она недавно потеряла ребёнка в автокатастрофе. По ночам её мучают кошмары, в которых является голубоглазый мужчина с ножом. В то время как Ричард считает, что лучшее лекарство — это витамины, а сестра Джейн Барбара рекомендует психоанализ, новая соседка обещает что если Джейн примет участие в Черной мессе, все её страхи исчезнут. Джейн принимает участие в мессе, но это только оживляет её кошмары.

## В ролях
- Джордж Хилтон — Ричард Стил
- Эдвиг Фенек — Джейн Харрисон
- Иван Рассимов — Марк Коган
- Джордж Риго — доктор Бертон
- Сьюзен Скотт — Барбара Харрисон
- Марина Малфатти — Мэри Вейл
- Алан Коллинз — адвокат Франциск Клей
- Джулиан Угарте — Дж. П. Макбрайан
- Доминик Бошеро — Мать Джейн
- Мария Кумани Квазимодо — пожилая соседка
- Ренато Чиантони — мистер Майн
- Том Феллеги — инспектор Смит

## Релиз
Фильм Все Оттенки Тьмы был выпущен в прокат в Италии 28 февраля 1972 года компанией Interfilm. Фильм собрал в общей сложности 294 470 000 итальянских лир внутри страны.
Испанская премьера состоялась 27 августа 1973 года под названием «Todos los colores de la oscuridad».